# Tábor Radosti
Tábor Radosti – czeski zespół dark ambient i neo industrial powstały w 1995 roku w Igławie.   

## Historia
Początki istnienia zespołu Tábor Radosti sięgają roku 1995. Wtedy to dwóch czeskich muzyków ukrywających się pod pseudonimami Josef H i System Failure zaczęło tworzyć swe pierwsze utwory utrzymane w mrocznych dark ambientowych klimatach. Dwa lata później, wspólnie z brytyjskim zespołem 1.9.8.4. (ex Crisis) występują na industrialnym festiwalu w miejscowości Telč. Kolejne dwa lata upływają na doskonaleniu techniki i warsztatu muzycznego oraz lokalnych występach w igławskim amfiteatrze. 
Na początku roku 2001 zespół nagrywa debiutancką płytę zatytułowaną po prostu Tábor Radosti i w czerwcu tegoż roku rozprowadza ją lokalnie w Igławie. W roku 2003 powstaje druga płyta zespołu Hámavál – Výroky Vysokého. Płyta niosła przeslanie, w którym twórcy wyrażali podziw dla pierwotnych religii naszych poprzedników i przewidywania upadku zachodnich cywilizacji jako efektu eksterminacji tych religii. Materiał z tej płyty zespół zaprezentował w 2004 roku na X Industrial Festival w Pradze. 
Od tego momentu kariera zespołu nabrała rozpędu. Zespół stał się rozpoznawalny i zaczął często koncertować w kraju i poza granicami, wystąpił m.in. w kwietniu 2005 podczas Apocalyptic Vision Vol.4 w Bratysławie, w grudniu 2005 roku na IV Wrocław Industrial Festival w Polsce oraz na wielu indywidualnych koncertach. W roku 2006 jeden z utworów ukazuje się na wydanej nakładem włoskiej firmy "Ars Benewola Mater" kompilacji Walking In The Rain On The Ostrow Tumski, a w 2007 na kompilacji Hyperreal wydanej przez słowackie "Aliens Productions". W lipcu tego roku zespół pojawia się w Polsce na Międzynarodowych Prezentacjach Muzycznych Ambient w Gorlicach. 
W roku 2006 nakładem Epidemie Records ukazuje się kolejna płyta grupy zatytułowana Lamat. Na następną płytę fani musieli zaczekać aż do roku 2011 gdy pod flagą Aliens Productions ukazało się kolejne wydawnictwo Agartta. Po kolejnych pięciu latach, w roku 2016 ukazał się najnowszy album, zatytułowany Egregor. 
W międzyczasie zespół intensywnie koncertował, występując m.in. w 2011 roku podczas Dark Nights Symphony w Nitrze, na festiwalu Hradby Samoty w Zamku Holíč, czy na Postindustry Nacht in Bunker w Warszawie, w 2015 roku na XIV Wrocław Industrial Festiwal, a w 2016 roku podczas 21 edycji Brutal Assault. 
Zespół gościł w Polsce w kwietniu 2017 roku, w ramach kolejnej edycji Front Fabrik Festival w Krakowie.

## Styl muzyczny
Muzyka zespołu to bardzo mroczna odmiana muzyki ambient z obecnymi silnymi elementami industrialnymi. W muzyce, oraz bogatych wizualizacjach scenicznych przewijają się motywy okultystyczne i rytualne. Zespół bardzo dba o swój tajemniczy image, występując zawsze na scenie w zakrywających całkowicie twarze demonicznych maskach.

## Skład zespołu
- Josef H - syntezatory, samplery, programowanie
- System Failure - syntezatory, samplery, programowanie

## Dyskografia

### Albumy
- 2001 - Tábor Radosti (CDr, reedycje 2011 Kalpamantra KM032, 2015 Klanggalerie gg201 - jako Joy Camp)
- 2003 - Hávamál (CDr, reedycja 2011 Kalpamantra KM033)
- 2006 - Lamat (CD, Album, Ltd, Dig) Epidemie Records EPR 055
- 2011 - Agartta (CD, Album, Ltd) Aliens Production AP 24
- 2016 - Egregor (CD, Album) Klanggalerie gg232

### Kompilacje
- 2006 - Walking In The Rain On The Ostrow Tumski (Ars Benewola Mater)
- 2007 - Hyperreal (Aliens Productions)
- 2011 - Saur Maas / Auditory Dark Matter
- 2012 - Krtrima Sprha